# Bến Gót
Bến Gót là một phường thuộc thành phố Việt Trì, tỉnh Phú Thọ, Việt Nam.
Phường Bến Gót có diện tích 2,56 km², dân số thường trú năm 2002 là 5.732 người, mật độ dân số đạt 2.239 người/km².

## Địa lý
Bến Gót giáp với các phường, xã là Thọ Sơn, Thanh Miếu và Sông Lô.
Đây là nơi sông Lô hội lưu với sông Hồng.